# Acontia dacia
Acontia dacia är en fjärilsart som beskrevs av Druce 1889. Acontia dacia ingår i släktet Acontia och familjen nattflyn. Inga underarter finns listade i Catalogue of Life.